# Jim Holloway
Jim Holloway, né en 1954, est un grimpeur américain, spécialiste de l'escalade de bloc.
Dans les années 1970, Holloway est l'un des premiers grimpeurs à se consacrer exclusivement au bloc, comme un style de vie. Il est surtout l'un des premiers à travailler un bloc difficile pendant plusieurs jours ou semaines, et à travailler un bloc sur un simulateur bricolé spécialement (pan). Holloway réalise durant ces années de nombreux blocs exceptionnellement difficiles pour l'époque, autour de 8A+, à l'exemple de Trice (1975, V12).